# Dysdera paucispinosa
Dysdera paucispinosa là một loài nhện trong họ Dysderidae.
Loài này thuộc chi Dysdera. Dysdera paucispinosa được Jörg Wunderlich miêu tả năm 1992.